# Urogelides
Urogelides Zabka, 2009 è un genere di ragni appartenente alla famiglia Salticidae.

## Distribuzione
L'unica specie oggi nota di questo genere è stata rinvenuta nell'Australia, precisamente nello Stato del Queensland.

## Tassonomia
A giugno 2011, si compone di una specie:
- Urogelides daviesae Zabka, 2009[2] — Australia (Queensland)